# Nullflag
Das Nullflag oder Nullbit (englisch Zero Flag) ist eines der Flags im Statusregister vieler Rechenwerke, darunter denen der x86-Prozessoren. Es zeigt an, ob das Ergebnis einer Operation gleich 0 war.
Dieser Sonderfall als Ergebnis einer Berechnung ist insbesondere für die Prüfung von Schleifenbedingungen und anderen bedingten Sprüngen von Bedeutung. Diese müssen aufgrund ihres häufigen Auftretens besonders effizient erfolgen können. Mittels des Nullbits kann diese Prüfung mit minimalem Aufwand durchgeführt werden.

## Einzelnachweis
1. ↑  Intel® 64 and IA-32 Architectures Software Developer’s Manual. (pdf; 15,4 MB) Combined Volumes:1, 2A, 2B, 2C, 3A, 3B, and 3C. Intel, Januar 2013, S. 71, abgerufen am 20. März 2013 (englisch).